# Boala Kawasaki
Boala Kawasaki, sau sindromul limfo-cutaneo-mucos, este o boală autoimună, caracterizată prin vasculită febrilă a vaselor medii și mici din organism. Afectează în special copii mici. Este adesea declanșată de o infecție virală. Este caracterizată de febră, adenopatie și conjunctivită. Este o boala răspândită în special în Asia (în Japonia atinge o incidență de 200 de cazuri la 100.000 copii sub 5 ani).

## Caractere generale
- Debutează cu o febră înaltă și persistentă, care nu răspunde bine la paracetamol;
- Conjunctivită bilaterală;
- Limba zmeurie, buze fisurate;
- Limfadenopatie cervicală (50-75% din cazuri);
- Eruptie polimorfă maculopapulară;
- Descuamarea pielii de pe degetele mâinii și picioarelor; edem la nivelul mâinilor sau picioarelor;
- Artralgie, în cazuri mai rare complicații cardiace (anevrisme ale arterei coronare).

## Diagnostic
Diagnostic diferențial cu: 
- scarlatina,
- leptospiroză icterohemoragică,
- sindromul șocului toxic,
- erupție alergică

## Tratament
Tratament cu imunoglobulină intravenoasă (IVIG) în doze mari. 
De asemenea, mai pot fi utilizați corticosteroizii sau salicilații.
1. ↑  Disease Ontology, accesat în 30 noiembrie 2020
2. ↑  Monarch Disease Ontology release 2018-06-29[*] Verificați valoarea |titlelink= (ajutor);
3. ↑  Disease Ontology, accesat în 15 mai 2019